# Анджеюв (Здунськовольський повіт)
Анджеюв (пол. Andrzejów) — село в Польщі, у гміні Здунська Воля Здунськовольського повіту Лодзинського воєводства.
У 1975-1998 роках село належало до Серадзького воєводства.